# Setor Palácio Presidencial

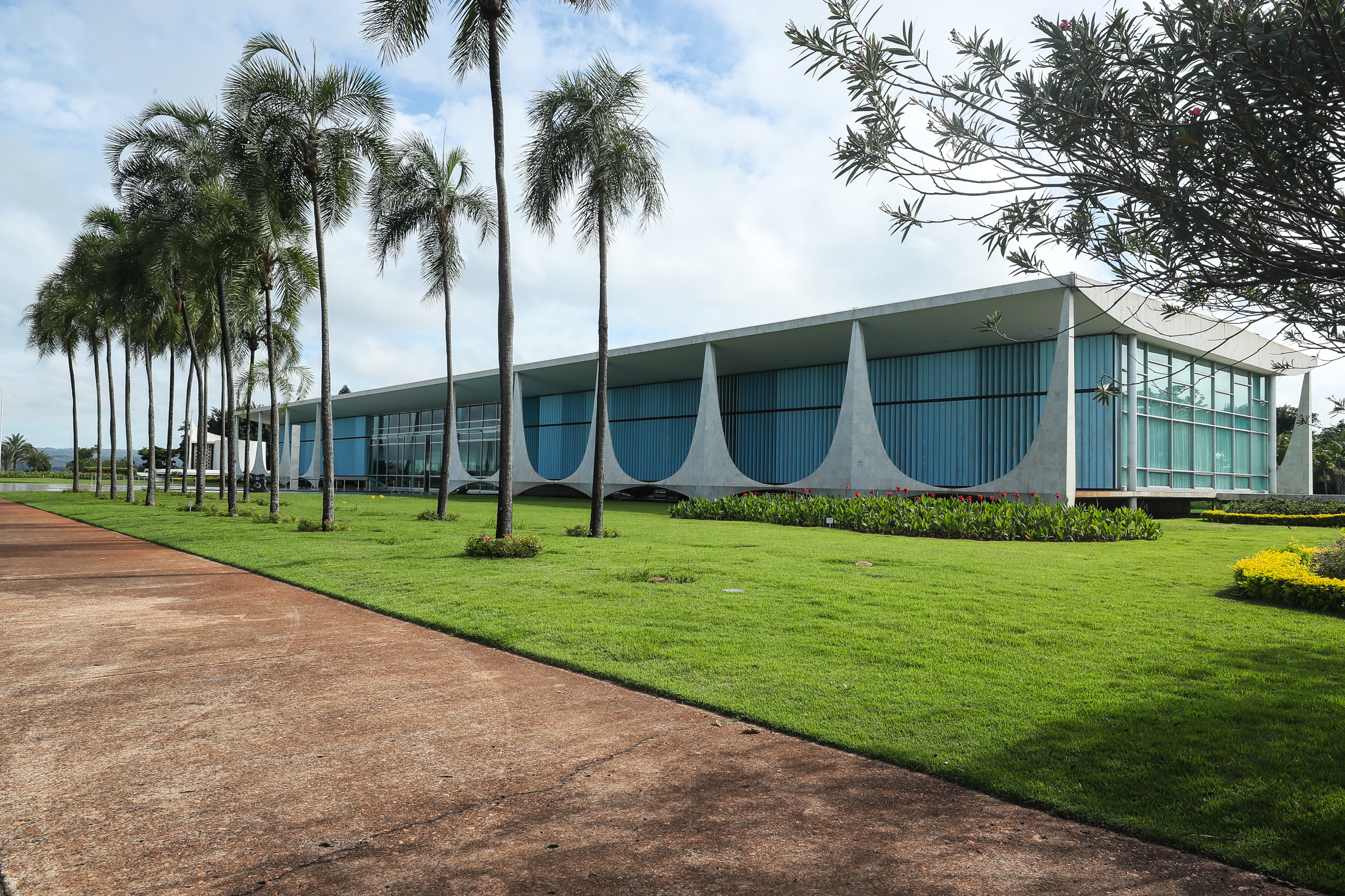
Vista do Palácio da Alvorada, residência oficial do Presidente do Brasil.

O Setor Palácio Presidencial (SPP) é um setor localizado na Zona Cívico-Administrativa, em Brasília, no Distrito Federal. Corresponde à área do Palácio da Alvorada, do Palácio do Jaburu e da Área de Tutela da Vila Planalto. Caracteriza-se por extensas áreas verdes públicas e de segurança nacional, em torno dos palácios, localizadas na extremidade da orla do Lago Paranoá.

## Os palácios

### Palácio da Alvorada

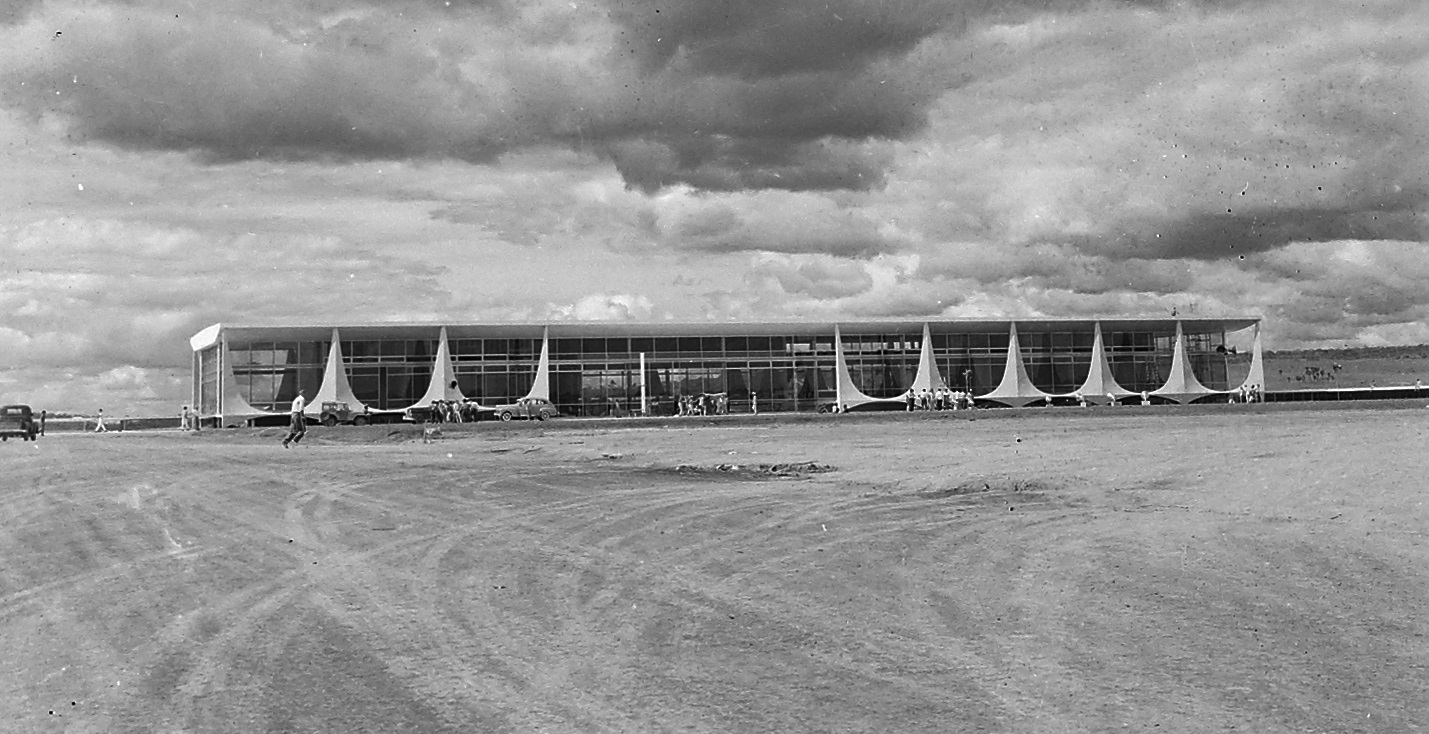
A construção do Palácio da Alvorada em 1957.

É a residência oficial do Presidente do Brasil. Diferente de alguns países onde a sede do executivo é também a casa do presidente e de sua família, o Brasil tem um palácio para o gabinete presidencial, o Palácio do Planalto, na Praça dos Três Poderes, e o Alvorada, que serve de residência para o chefe do executivo. Tem três pavimentos e é usado também para recepções oficiais. Sua arquitetura moderna icônica é um dos símbolos mais conhecidos da cidade - mesmo o brasão do Distrito Federal é inspirado em suas colunas.
Situa-se às margens do lago Paranoá e foi primeiro edifício oficialmente inaugurado na cidade, em 30 de junho de 1958, tendo sido projetado por Oscar Niemeyer e sendo Patrimônio Cultural tombado. Ficam no terreno também a capela e a praça do Palácio da Alvorada.

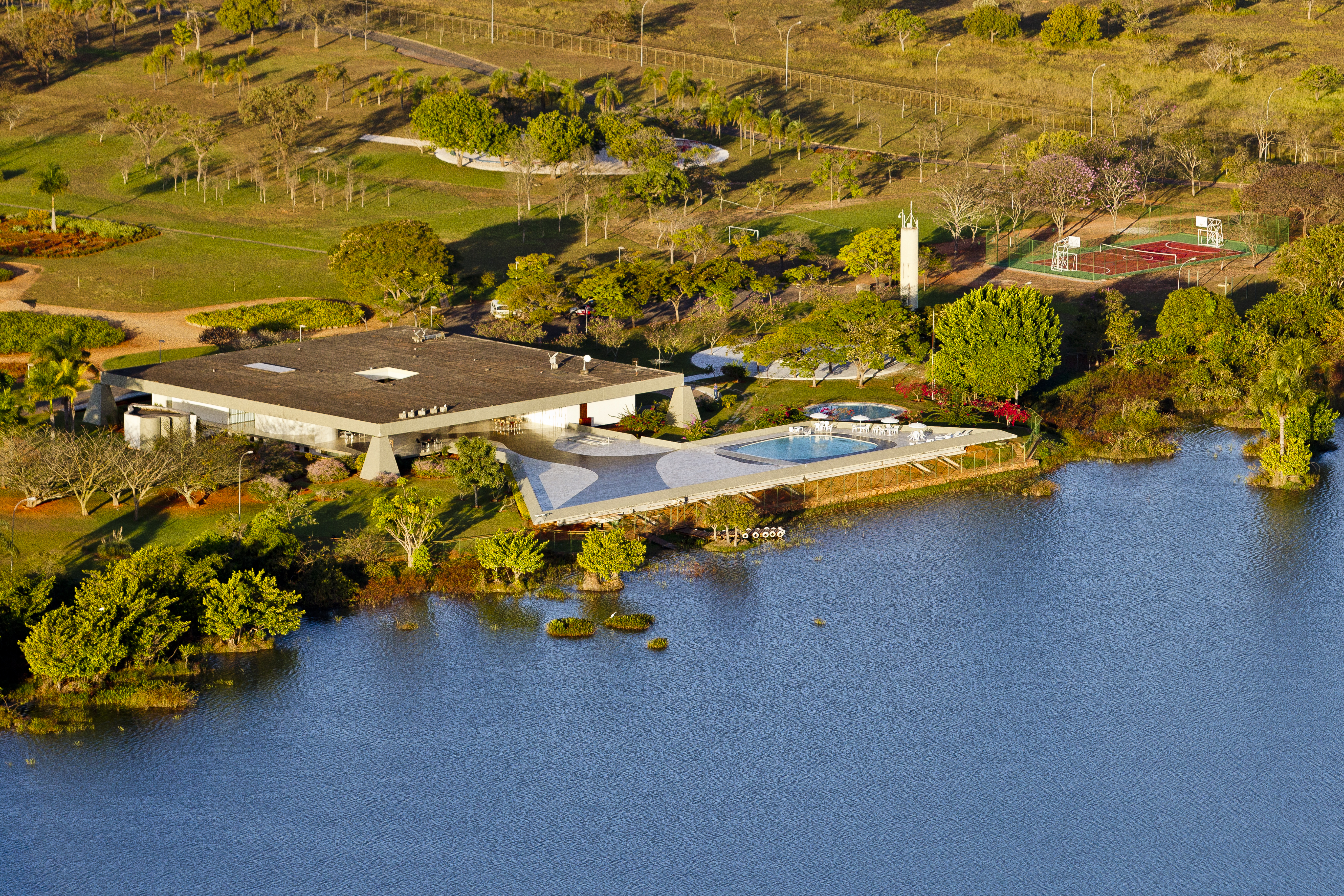
Vista do Palácio do Jaburu, residência oficial do Vice-presidente do Brasil.

|                                                  |  |  |
| O Palácio da Alvorada a noite e de dia, em 1962. |  |  |

### Palácio do Jaburu
É a residência oficial do Vice-presidente do Brasil, ficando as margens da Lagoa do Jaburu. Foi concluído em 1977, tendo servido de moradia aos vices desde então, exceto entre 1985 e 1990, quando foi usado pelo Itamaraty como moradia temporária para chefes de estado estrangeiros em visita, e entre 2016 e 2018, quando Michel Temer decidiu ficar no local após assumir a presidência. É bem menos monumental do que o Alvorada, tendo sido considerado mais aconchegante por alguns de seus ocupantes que o palácio presidencial, sendo voltado apenas a moradia. Seu destaque é a ampla área externa. Seus espaços internos são mais intimistas e privados, mas seu estilo é moderno, também sendo projetado por Niemeyer e, como o Alvorada, é Patrimônio Cultural tombado. 

## Elementos geográficos

### Bosque dos Leões
As margens do Paranoá, fica entre o Palácio da Alvorada e o Setor de Hotéis e Turismo. Tem palmeiras imperiais e vegetação rasteira do Cerrado.

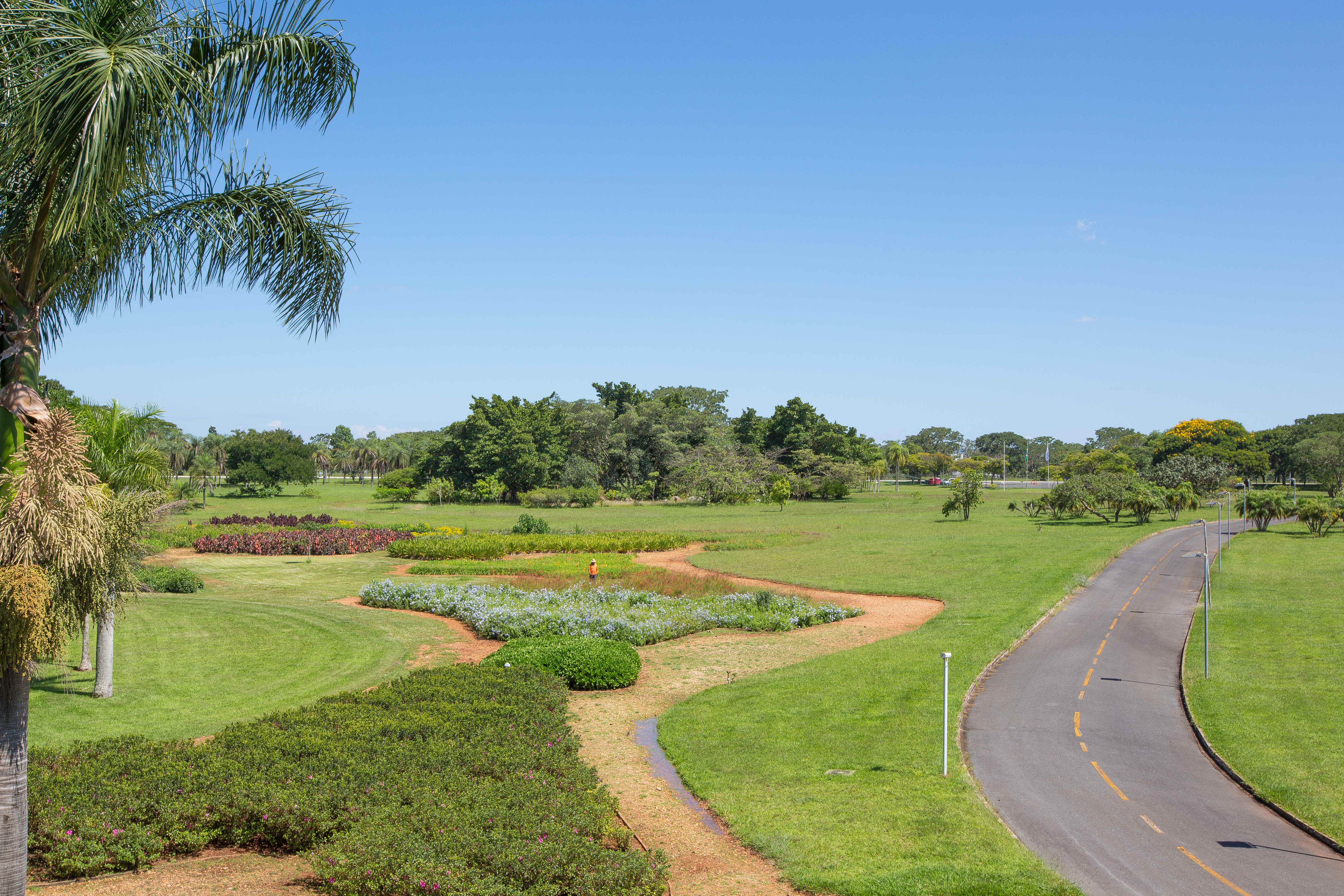
Os Jardins de Burle Marx no Palácio do Jaburu.

### Jardins de Burle Marx
Localizados no Palácio do Jaburu, tem uma área implantada de aproximadamente 231.074,00 metros quadrados, tendo sido projetado por Roberto Burle Marx. É composto por árvores frutíferas, plantas típicas do cerrado brasileiro e outras plantas oriundas de outras regiões do Brasil. Faz parte de um conjunto de jardins tombados do famoso paisagista.

### Lagoa do Jaburu
Um pequeno corpo de água natural próximo ao Paranoá, do qual o Palácio do Jaburu herdou o nome. Esteve perto de secar no fim dos anos 1990, tendo recebido água do Paranoá para manter o nível.

## Acesso
O setor pode ser acessado através da Via Palácio Presidencial e pela via Estrada Hotéis de Turismo (EHT). O Palácio da Alvorada também possui um heliponto, exclusivo para o Presidente da República.